# ألينا تشو
ألينا تشو (بالإنجليزية: Alina Cho)‏ هي صحفية أمريكية، ولدت في 1971 في فانكوفر في الولايات المتحدة.

## وصلات خارجية
- ألينا تشو على موقع IMDb (الإنجليزية)